# Mikilä
Mikilä (est. Mikilä) – jezioro w Estonii, w prowincji Võrumaa, w gminie Antsla. Położone jest na wschód od wsi Mähkli. Ma powierzchnię 8 ha linię brzegową o długości 1334 m, długość 570 m i szerokość 210 m. Sąsiaduje z jeziorami Sibula, Küüdre, Viitka, Pormeistri, Kaugjärv. Położone jest na terenie Parku Narodowego Karula.